# Bandas de frecuencia UMTS
Las bandas de frecuencia UMTS son las radiofrecuencias utilizadas por la tercera generación de redes del sistema UMTS. Estas fueron asignadas por los asistentes a la Conferencia Administrativa Mundial de Radiocomunicaciones (CAMR-92), celebrada en Málaga, Torremolinos, España entre el 3 de febrero y el 3 de marzo de 1992.
La Resolución 212 (Rev.CMR-97), aprobada en la Conferencia Mundial de Radiocomunicaciones celebrada en Ginebra, Suiza, en 1997, ratificó las bandas especialmente para la especificación International Mobile Telecommunications-2000, que establece que las bandas de 1.885-2.025 MHz y 2.110-2.200 MHz están destinadas a su uso, a nivel mundial, por las administraciones que deseen introducir esta especificación. Dicha utilización no excluye el uso de estas bandas por otros servicios a los que están asignados. Para dar cabida al hecho de que estas bandas definidas inicialmente ya estaban en uso en diversas regiones del mundo, la asignación inicial ha sido modificada varias veces para incluir otras bandas de frecuencia de radio.

## Bandas de frecuencias y anchos de banda de canal UMTS-FDD
En la tabla que se presenta, se observa la asignación de bandas de frecuencia y números de canal para su uso en la tecnología UMTS por división de frecuencia duplex (UMTS-FDD).
| Número | Banda (MHz) | Nombre     | Banda de subida (MHz) | Banda de bajada (MHz) | Canales absolutos RF de UTRAN | Canales absolutos RF de UTRAN |
| Número | Banda (MHz) | Nombre     | Banda de subida (MHz) | Banda de bajada (MHz) | Subida                        | Bajada                        |
| I      | 2100        | IMT        | 1920 - 1980           | 2110 – 2170           | 9612 – 9888                   | 10562 – 10838                 |
| II     | 1900        | PCS A-F    | 1850 – 1910           | 1930 – 1990           | 9262 – 9538                   | 9662 – 9938                   |
| III    | 1800        | DCS        | 1710 – 1785           | 1805 – 1880           | 937 – 1288                    | 1162 – 1513                   |
| IV     | 1700        | AWS A-F    | 1710 – 1755           | 2110 – 2155           | 1312 – 1513                   | 1537 – 1738                   |
| V      | 850         | CLR        | 824 – 849             | 869 – 894             | 4132 – 4233                   | 4357 – 4458                   |
| VI     | 800         |            | 830 – 840             | 875 – 885             | 4162 – 4188                   | 4387 – 4413                   |
| VII    | 2600        | IMT-E      | 2500 – 2570           | 2620 – 2690           | 2012 – 2338                   | 2237 – 2563                   |
| VIII   | 900         | E-GSM      | 880 – 915             | 925 – 960             | 2712 – 2863                   | 2937 – 3088                   |
| IX     | 1700        |            | 1749,9 – 1784,9       | 1844,9 – 1879,9       | 8762 – 8912                   | 9237 – 9387                   |
| X      | 1700        | EAWS A-G   | 1710 – 1770           | 2110 – 2170           | 2887 – 3163                   | 3112 – 3388                   |
| XI     | 1500        | LPDC       | 1427,9 – 1447,9       | 1475,9 – 1495,9       | 3487 – 3562                   | 3712 – 3787                   |
| XII    | 700         | LSMH A/B/C | 699 – 716             | 729 – 746             | 3617 – 3678                   | 3842 – 3903                   |
| XIII   | 700         | USMH C     | 777 – 787             | 746 – 756             | 3792 – 3818                   | 4017 – 4043                   |
| XIV    | 700         | USMH D     | 788 – 798             | 758 – 768             | 3892 – 3918                   | 4117 – 4143                   |
| XV     | -           | -          | Reservada             | Reservada             | -                             | -                             |
| XVI    | -           | -          | Reservada             | Reservada             | -                             | -                             |
| XVII   | -           | -          | Reservada             | Reservada             | -                             | -                             |
| XVIII  | -           | -          | Reservada             | Reservada             | -                             | -                             |
| XIX    | 800         |            | 832,4 – 842,6         | 877,4 – 887,6         | 312 – 363                     | 712 – 763                     |
| XX     | 800         | EUDD       | 832 – 862             | 791 – 821             | 4287 – 4413                   | 4512 – 4638                   |
| XXI    | 1500        | UPDC       | 1447,9 – 1462,9       | 1495,9 – 1510,9       | 462 – 512                     | 862 – 912                     |
| XXII   | 3500        |            | 3410 – 3490           | 3510 – 3590           | 4437 – 4813                   | 4662 – 5038                   |
| XXV    | 1900        | EPCS A-G   | 1850 – 1915           | 1930 – 1995           | 4887 – 5188                   | 5112 – 5413                   |
| XXVI   | 850         | ECLR       | 814 – 849             | 859 – 894             | 5537 – 5688                   | 5762 – 5913                   |

## Bandas de frecuencias y anchos de banda de canal UMTS-TDD
La tabla que a continuación se muestra, establece las mínimas características en radiofrecuencia para las tres opciones del sistema UMTS por división de tiempo en dúplex (UMTS-TDD). Estas opciones son de 1,28, 3,84 y 7,62 Mcps (Megachips por segundo).
| Nombre           | Frecuencia (MHz) | Canales absolutos RF de UTRAN | Canales absolutos RF de UTRAN | Canales absolutos RF de UTRAN |
| Nombre           | Frecuencia (MHz) | 1,28 Mcps                     | 3,84 Mcps                     | 7,68 Mcps                     |
| IMT              | 1900 – 1920      | 9504 – 9596                   | 9512 – 9588                   | 9512 – 9588                   |
| IMT              | 2010 – 2025      | 10054 – 10121                 | 10062 – 10113                 | 10062 – 10113                 |
| PCS              | 1850 – 1910      | 9254 – 9546                   | 9262 – 9538                   | 9262 – 9538                   |
| PCS              | 1930 – 1990      | 9654 – 9946                   | 9662 – 9938                   | 9662 – 9938                   |
| PCS (Duplex-Gap) | 1910 – 1930      | 9554 – 9646                   | 9562 – 9638                   | 9562 – 9638                   |
| IMT-E            | 2570 – 2620      | 12854 – 13096                 | 12862 – 13088                 | 12874 – 13076                 |
|                  | 2300 – 2400      | 11504 – 11996                 | –                             | –                             |
|                  | 1880 – 1920      | 9404 – 9596                   | –                             | –                             |